# Corb indian
Corbul indian (Corvus culminatus) este o specie de corb răspândită pe subcontinentul indian la sud de Himalaya. Este foarte comun și se distinge ușor de Corvus splendens, care are gâtul gri.

## Taxonomie
Clasificarea ciorilor asiatice a avut o perioadă de neclaritate. Această specie a fost descrisă drept Corvus culminatus de colonelul W. H Sykes⁠(d) pe baza unui specimen din Pune. Naturalistul englez Eugene Oates⁠(d) a grupat această specie cu Corvus macrorhynchos în The Fauna of British India, Including Ceylon and Burma (1889), pe baza concluziilor ornitologului britanic Allan Octavian Hume⁠(d) bazate pe incapacitatea de a observa diferențe consistente între exemplare. Ornitologul W. E. Brooks subliniase că vocea speciilor din Himalaya diferă semnificativ în afară de faptul că au coada mai lungă. A doua ediție a The Fauna of British India (1922) a lui Stuart Baker considera macrorhynchos ca fiind o formă limitată la Java și considera că formele indiene sunt alcătuite din trei subspecii ale corbului australian (Corvus coronoides). Hugh Whistler și Norman Boyd Kinnear au decis că cele trei forme indiene culminatus, intermedius și macrorhynchos erau subspecii ale Corvus macrorhynchos. Charles Vaurie a făcut o altă revizuire în 1954. Salim Ali și Dillon Ripley în Handbook of the Birds of India and Pakistan au folosit macrorhynchos, sub care au plasat patru forme: culminatus, intermedius, levaillantii și tibetosinensis.
Comparațiile dintre vocalizele păsărilor din zone diferite au indicat diferențe clare, iar analiza divergenței secvențelor din ADN-ul mitocondrial sugerează că populația din Himalaya (denumită japonensis de unii sau intermedius+tibetosinensis de cei care restrâng aria de răspândire a japonensis la Japonia) s-a diferențiat de culminatus, care trăiește în câmpii, în urmă cu aproape 2 milioane de ani.

## Distribuție
Corbul indian se întâlnește în India continentală la sud de poalele munților Himalaya, la est de regiunile deșertice din nord-vestul Indiei și are o limită estică în jurul Bengalului. Se găsește și în Sri Lanka.

## Comportament
Corbul indian este rezident pe întreg teritoriul său. De obicei este văzut singur, în perechi sau în grupuri mici. Este un omnivor oportunist și generalist. Își poate înmuia mâncarea lăsând-o să cadă în apă, și, de asemenea, s-a observat că mănâncă nisip după ce s-a hrănit cu carne dintr-un cadavru.. Uneori zboară cu stiluri speciale de zbor, strigăte răgușite în zbor sau atunci când sunt cocoțate, cu gâtul umflat și însoțite de mișcări de aplecare a capului și înclinarea cozii. Semnificația comportamentală a acestor strigăte și posturi este necunoscută.
Sezonul de reproducere este în principal martie-aprilie în nordul Indiei și mai devreme în sudul Indiei. În Sri Lanka, este din mai până în iulie. Cuibul este o platformă de crenguțe plasată într-un copac mare și foarte rar pe clădiri. Centrul cuibului este bine căptușit cu păr sau alte fibre fine. Cuibul obișnuit este format din trei până la cinci ouă de culoare albastru-verzui pal cu pete maronii. Ouăle eclozează după aproximativ 17-19 zile, iar puii zboară în aproximativ o lună. Cuiburile sunt uneori parazitate de cucul koel.

## Galerie

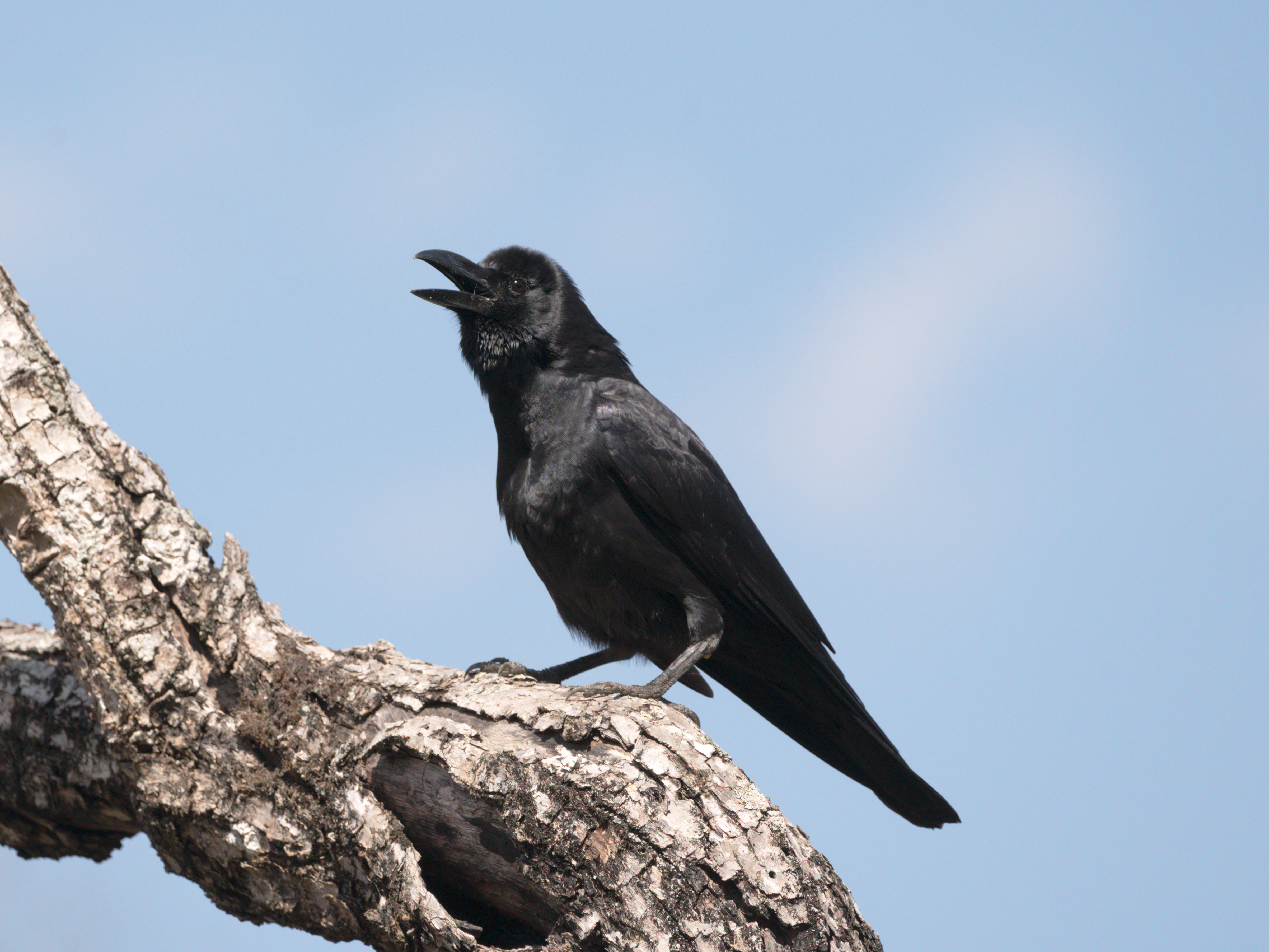
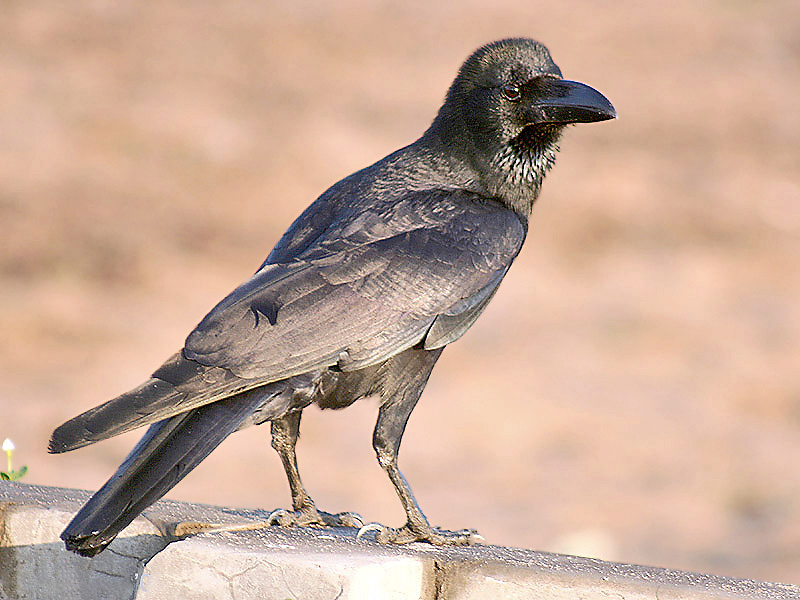
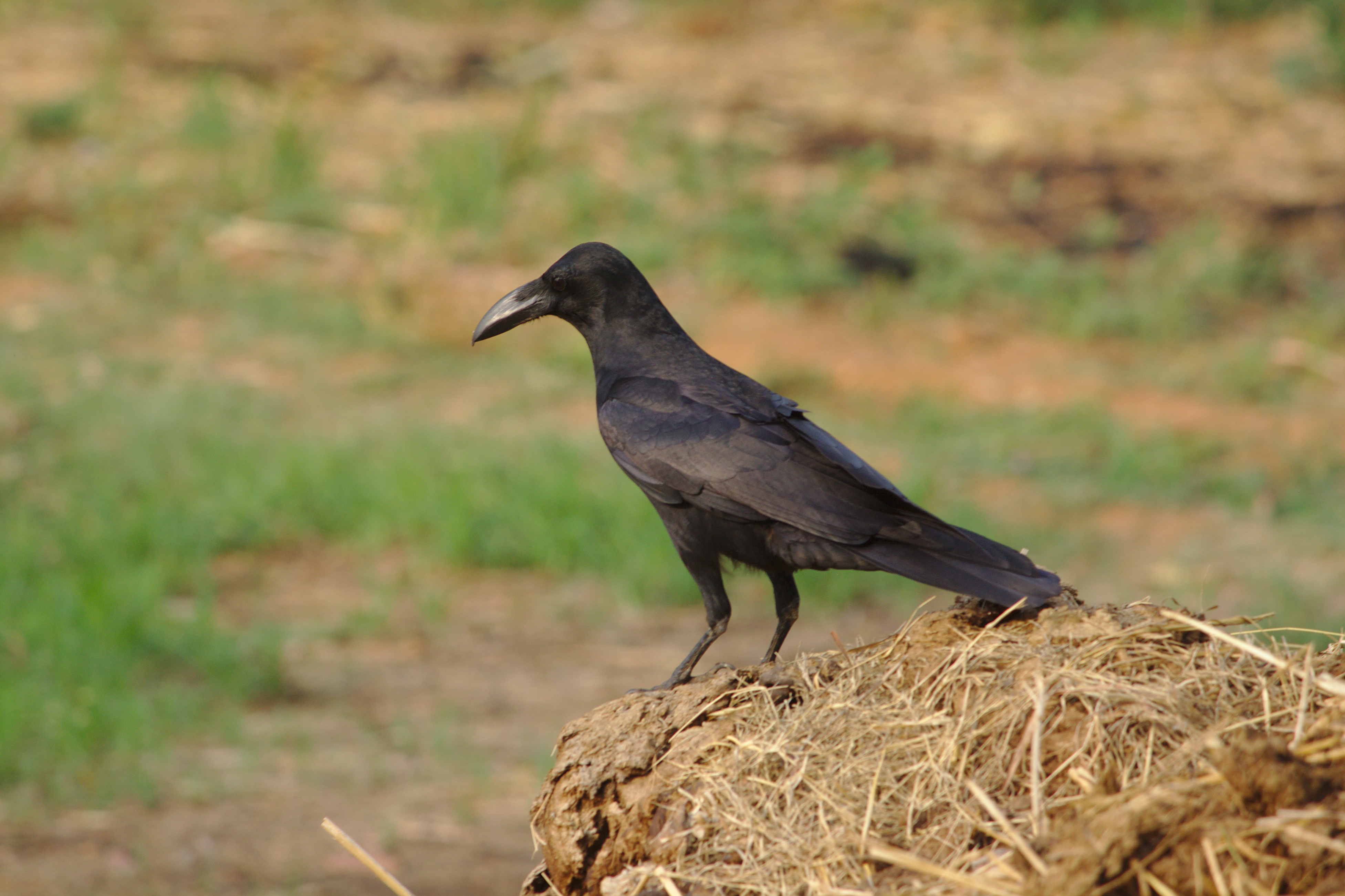
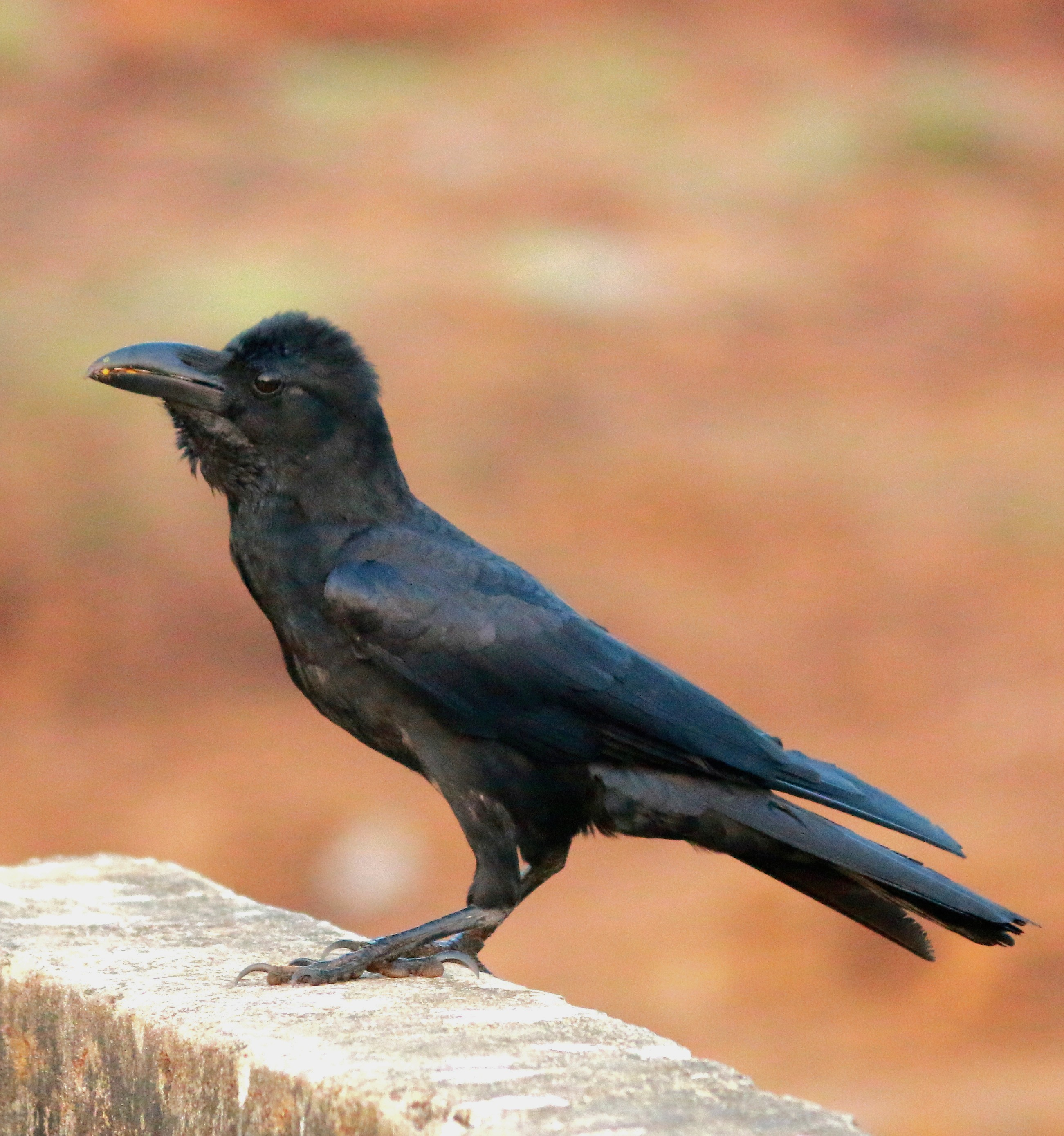